# Kranji Expressway
Der Kranji Expressway (Abkürzung: KJE, chin.: 克兰 芝 高速公路; Pinyin: Kèlánzhī Gāosù Gōnglù; Tamil கிராஞ்சி விரைவுச்சாலை; malaiisch Lebuhraya Kranji) ist eine Autobahn in Singapur. Sie verbindet den Bukit Timah Expressway (BKE) bei Bukit Panjang und verläuft danach Richtung Südwesten zum Pan Island Expressway (PIE) bei Jurong West. Der Bau der Schnellstraße begann 1990 und wurde 1994 abgeschlossen. Der Kranji Expressway ist mit etwa 8 Kilometern Länge auch die kürzeste Schnellstraße in Singapur.

## Stadtteile entlang der Autobahn
- Bukit Panjang
- Choa Chu Kang
- Jurong